# حميد عرفاني
حميد عرفاني (21 مارس 1988 بإيران - ) هو لاعب كرة قدم إيراني في مركز الهجوم. لعب مع نادي تربيت بدني يزد وSanaye Giti Pasand F.C. ‏ وShahrdari Arak F.C. ‏.

## وصلات خارجية
- حميد عرفاني على موقع قاعدة بيانات كرة القدم.إي يو (الإنجليزية)
- حميد عرفاني على موقع Soccerway.com (الإنجليزية)